# Dècada del 1370 aC

## Esdeveniments
- 1380-1370 aC, segueix el regnat d'Arnuwanda I sobre els hitites. Les ciutats d'Ura, a la costa sud-central i la d'Oghuz, apareixen també com hitites. Es manté l'hegemonia sobre Khalap (Àlep) i Kizzuwatna aparentment sotmeses ambdues. Washukanni, la capital de Mitanni, ocupada algun temps abans pels hitites, fou cedida al regne de Kizzuwatna i sota Arnuwanda encara en feia part, però els hurrites la van acabar recuperant. Pèrdua també de Khalpa o Khalap. Els Ahhiyawa (aqueus), dirigits per Attariššiya "l'home d'Ahhiya", va atacar el regne de Zipasla, on governava Madduwatta; un exèrcit hitita va intervenir en favor de Madduwatta i va rebutjar als aqueus. Després Attariššiya va desembarcar a Alasiya o Alashiya (Alašiya, Xipre), que probablement era vassall des de feia poc dels hitites, i se'n va apoderar. Madduwatta de Zipasla va marxar a Alashiya i la va conquerir i la va incorporar al seu regne. Arnuwanda va demanar a Madduwatta de retornar l'illa al control hitita però el resultat final no és conegut, si bé se sap que Madduwatta va trair els hitites i per matrimoni (la seva filla es va casar amb el rei Kupanta-Lamma) va esdevenir rei d'Arzawa.
- Vers 1380-1370 aC Per acord amb Egipte, Mitanni estableix el seu control sobre Khalab i Karkemish